# Sint-Jozefkerk (Roermond)
De Sint-Jozefkerk was een rooms-katholiek kerkgebouw in de Nederlandse stad Roermond, gelegen aan Kempweg 9-13. De uit 1960 daterende kerk van architect Jean Huysmans werd in 2005 afgebroken. 

## Geschiedenis
De kerk werd gebouwd voor de wijk De Kemp, die in de jaren '50 van de 20e eeuw werd gebouwd. In 1951 werd hier een parochie opgericht, die aanvankelijk gebruik maakte van een noodkerk. In 1960 werd de definitieve kerk in gebruik genomen, gewijd aan de heilige Jozef van Nazareth. Het ontwerp was van de Maastrichtse architect Jean Huysmans (1913-1974). Van de zes door deze architect ontworpen kerken zijn er drie (alle drie Sint-Jozefkerken) gesloopt. Tegen het eind van de 20e eeuw nam het kerkbezoek sterk af en in 2001 werd de kerk onttrokken aan de eredienst. De parochie werd samengevoegd met die van Onze-Lieve-Vrouw in 't Zand. In 2005 werd de kerk gesloopt.

## Gebouw
Het betrof een kerkgebouw met een vierkante plattegrond en een plat dak, gebouwd in modernistische stijl. De kerk was gebouwd in baksteen en tufsteen. Een open klokkentorentje uit ijzeren profielbalken stond op het dak. Het doopvont was een kunstwerk van Daan Wildschut.